# Arlington (Illinois)
Arlington – wieś w USA, w stanie Illinois, w hrabstwie Bureau. Według spisu z 2000 wioskę zamieszkuje 211 osób. W 2023 liczba mieszkańców spadła do 168 osób, a gęstość zaludnienia do 168 osób/km².

## Geografia
Wioska zajmuje powierzchnię 1,0 km², z czego całość stanowi ląd.

## Demografia
Według spisu z 2000 roku wioskę zamieszkuje 211 osób skupionych w 78 gospodarstwach domowych, tworzących 51 rodzin. Gęstość zaludnienia wynosi 189,5 osoby/km². W wiosce znajdują się 88 budynki mieszkalne, a ich gęstość występowania wynosi 79 mieszkania/km². Wioskę zamieszkuje 92,42% ludności białej, 0,95% stanowią rdzenni Amerykanie, 0,95% stanowią Azjaci, 5,69% stanowi ludność innych ras. Hiszpanie lub Latynosi stanowią 6,16% populacji.
W wiosce są 78 gospodarstwa domowe, w których 33,3% stanowią dzieci poniżej 18 roku życia żyjących z rodzicami, 53,8 stanowią małżeństwa, 9% stanowią kobiety nie posiadające męża oraz 34,6% stanowią osoby samotne. 33,3% wszystkich gospodarstw domowych składa się z jednej osoby oraz 14,1% żyjących samotnie ma powyżej 65 roku życia. Średnia wielkość gospodarstwa domowego wynosi 2,71 osoby, natomiast rodziny 3,47 osoby.
Przedział wiekowy kształtuje się następująco: 32,7% stanowią osoby poniżej 18 roku życia, 5,2% stanowią osoby pomiędzy 18 a 24 rokiem życia, 27% stanowią osoby pomiędzy 25 a 44 rokiem życia, 20,9% stanowią osoby pomiędzy 45 a 64 rokiem życia oraz 14,2% stanowią osoby powyżej 65 roku życia.   Średni wiek wynosi 34 lat. Na każde 100 kobiet przypada 93,6 mężczyzn. Na każde 100 kobiet powyżej 18 roku życia przypada 89,3 mężczyzn.
Średni dochód dla gospodarstwa domowego wynosi 27 292 dolarów, a dla rodziny wynosi 38 125 dolarów. Dochody mężczyzn wynoszą średnio 22 292 dolarów, a kobiet 18 438 dolarów. Średni dochód na osobę w mieście wynosi 12 148 dolarów. Około 10,2% rodzin i 13,7% populacji miasta żyje poniżej minimum socjalnego, z czego 23,1% jest poniżej 18 roku życia i 0% powyżej 65 roku życia.